# Trichoglossus chlorolepidotus
Trichoglossus chlorolepidotus là một loài chim trong họ Psittacidae.